# Norville
Norville é uma comuna francesa na região administrativa da Normandia, no departamento de Sena Marítimo. Estende-se por uma área de 11,65 km². Em 2010 a comuna tinha 1 019 habitantes (densidade: 87,5 hab./km²).